# TARDIS
Il TARDIS ([/ˈtɑːdɪs/]) è la macchina del tempo e astronave utilizzata dal Dottore e da altri Signori del Tempo, nella serie televisiva britannica di fantascienza Doctor Who. Ha le sembianze di una cabina del telefono blu usata dalla polizia britannica negli anni sessanta. È entrato nell'immaginario collettivo e fa parte della cultura popolare britannica tanto che la forma della cabina blu viene associata più alla serie televisiva che all'oggetto reale da cui ha preso ispirazione.
Il nome "TARDIS" è un marchio registrato presso la British Broadcasting Corporation.

## Origine del nome
TARDIS è un acronimo per "Time And Relative Dimension In Space" letteralmente "Tempo e Relativa Dimensione nello Spazio", tradotto nel doppiaggio italiano del primo episodio come "Tempo e Relativa Dimensione Interna allo Spazio". Questa interpretazione gli è stata attribuita dal personaggio di Susan, nipote del Dottore, che accompagnava il nonno nelle prime puntate della serie.
Essendo una nave, nella versione originale spesso ci si riferisce ad esso al femminile (she o her) anziché col neutro solitamente riservato agli oggetti (it). Nella versione italiana viene invece tradotto al maschile («il TARDIS»). Altri modi usati nella serie per riferirsi al TARDIS sono: «la cabina blu» (the blue box lett. "la scatola blu"), «l'astronave» (the ship), «la capsula» (the capsule) o «police box».

## Descrizione
Nel corso della serie televisiva dagli anni sessanta agli anni ottanta e poi nella nuova serie dal 2005, al TARDIS sono state attribuite diverse caratteristiche e proprietà. Tuttavia ciò che caratterizza da sempre il veicolo, nonché abitazione del Dottore, sono:
- la capacità di viaggiare nel tempo e nello spazio, riuscendo a giungere in qualunque epoca e luogo;
- le sembianze esterne di una cabina telefonica blu della polizia britannica, dovute a un malfunzionamento del "Circuito Camaleonte" che dovrebbe mimetizzare il TARDIS adattandolo all'epoca e al luogo in cui si trova;
- l'essere molto più grande all'interno che all'esterno,[5] contenendo l'ampia sala comandi e un numero indefinito e variabile di altre stanze;
- il suono caratteristico dello spostamento del TARDIS e quindi delle materializzazione e smaterializzazione della cabina blu.

### Serie classica

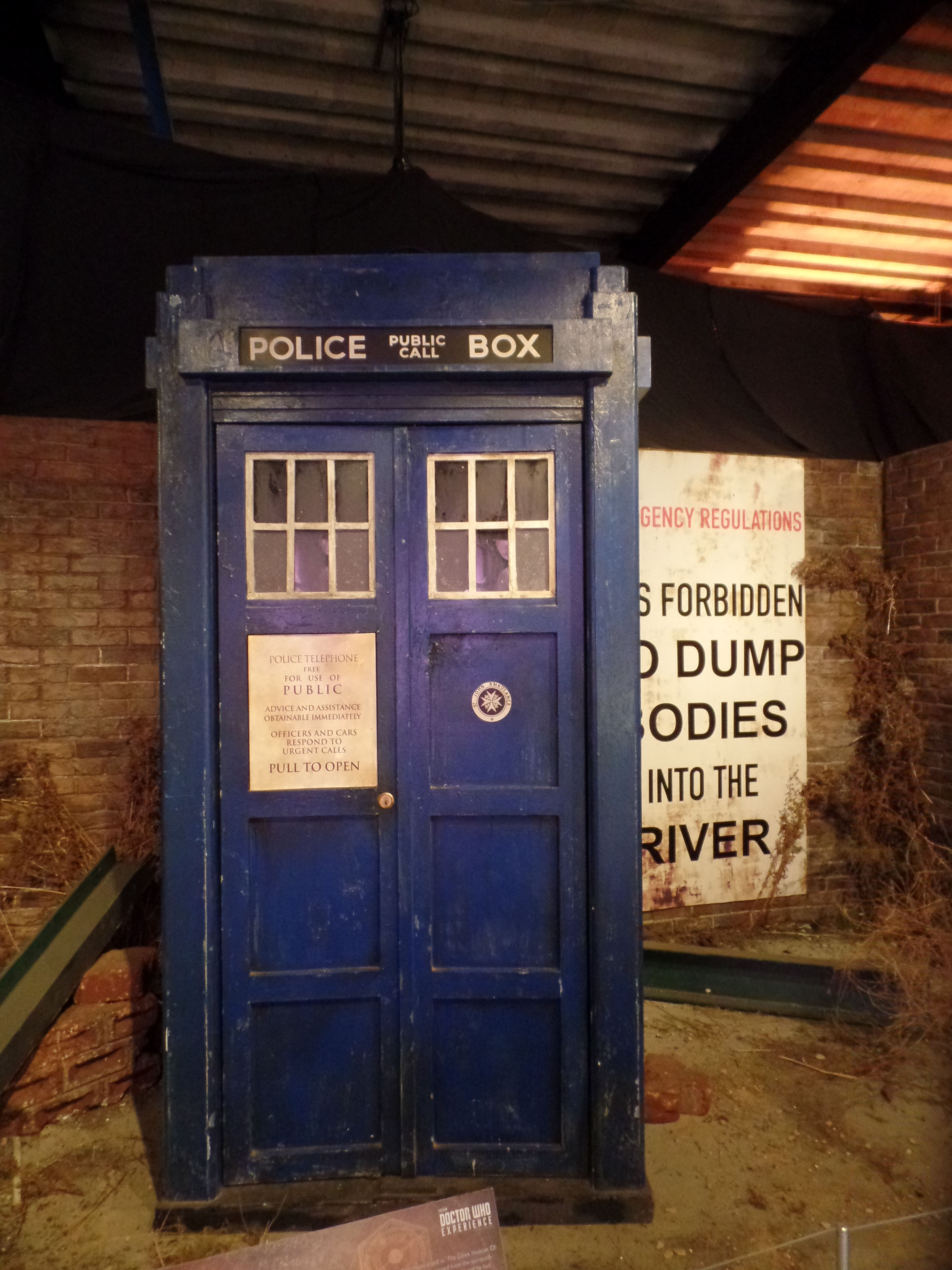
Il TARDIS usato nel 1963.

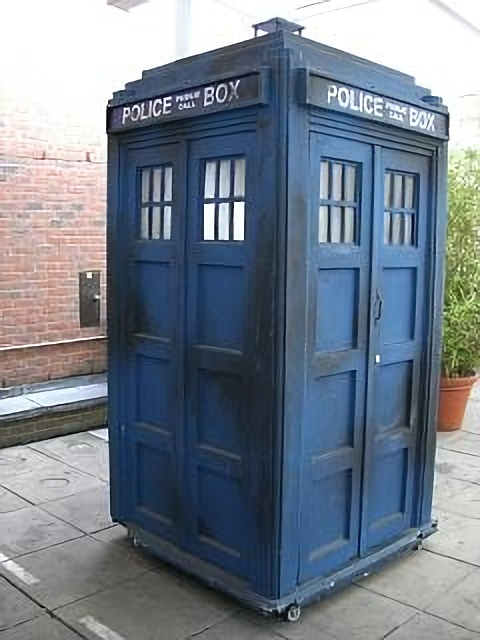
Il TARDIS usato negli anni '80

All'inizio della serie il TARDIS è la macchina del tempo con la quale il Dottore e sua nipote Susan viaggiano di epoca in epoca e di pianeta in pianeta. Col procedere della serie viene fatta luce sulle origini del mezzo e del suo occupante: i TARDIS si rivelano essere la principale invenzione del popolo dei Signori del Tempo, civiltà del pianeta Gallifrey, usati per viaggiare nel tempo e nello spazio.
Anche altri Signori del Tempo, tanto alleati quanto nemici del Dottore come il Maestro, il Monaco e la Rani, viaggiano a bordo dei propri TARDIS.
Durante il corso della serie si scopre che il Dottore lo ha "preso in prestito" sul pianeta Gallifrey e viene poi rivelato come si sia trattato di un vero e proprio furto da un museo, dove il TARDIS era abbandonato, essendo un modello vecchio e dismesso,. Sarebbe per via dell'età della nave che avverrebbero continue deviazioni impreviste dall'itinerario, che di volta in volta portano in un luogo o in un tempo differenti da quelli voluti.
Nel film del 1996, con l'Ottavo Dottore, viene rivelato che l'Occhio dell'Armonia, un buco nero artificiale custodito dai Signori del Tempo che alimenta la tecnologia di tutta Gallifrey, è la vitale fonte d'energia del TARDIS.

### Nuova serie

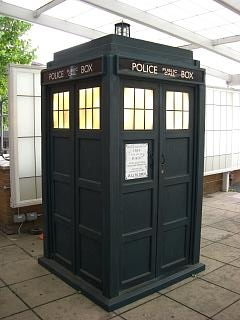
Il TARDIS usato dal 2005 al 2010.

Dopo la distruzione di Gallifrey il Dottore utilizza l'ultimo TARDIS rimasto nell'universo.
Viene rivelato chiaramente come i TARDIS non siano semplici macchine: il Dottore dice infatti che i TARDIS venivano "allevati" dai Signori del Tempo. Inoltre nella parte finale della prima stagione della nuova serie si afferma che il TARDIS ha una "propria volontà": è a questa "coscienza" della nave del Dottore che si possono attribuire le deviazioni impreviste e gli errori nell'itinerario. Nell'episodio della sesta stagione La moglie del Dottore si apprende come sia stato il TARDIS stesso a scegliere il Dottore come "mezzo" per esplorare l'Universo; inoltre prese le sembianze di una donna, il TARDIS dice all'Undicesimo Dottore che, anche se inaffidabile, lo ha sempre portato dove lui doveva essere. Il Dodicesimo Dottore durante una conversazione con Bill Potts le spiega che il TARDIS non puoi pilotarlo, ma ci si può solo "negoziare" cercando un compromesso tra "dove vuoi andare e dove devi andare".
Il TARDIS risulta provvisto anche di un'anima, il "Cuore del TARDIS", collegato direttamente al vortice del tempo. Nell'episodio Città esplosiva il Dottore rivela che l'anima della macchina può leggere i desideri delle persone: grazie a questa capacità, sfruttando le infinite capacità del vortice del tempo, fa regredire uno Slitheen pentito al suo stadio di uovo, donandogli una nuova vita. In I padroni dell'universo (seconda parte) Rose Tyler riesce a legarsi al cuore del TARDIS, diventando un tutt'uno con il vortice del tempo. Purtroppo questa energia risulta essere letale e il Nono Dottore si sacrifica per salvare Rose, assorbendola dal corpo della ragazza e rigenerandosi nella decima incarnazione.
Il Dottore, oltre ad essere il pilota del TARDIS, pare essere anche una sua fonte di energia e parte integrante del sistema. Altre fonti di energia da cui negli anni è risultato dipendere sono: le "particelle Huon" (forma di materia primitiva, che può risultare letale alle altre forme di vita) e la radiazione di fondo dell'Universo. Infatti una volta finito accidentalmente in un'altra dimensione il TARDIS smette di funzionare, privato dell'energia specifica del proprio universo d'origine.
Il TARDIS ha la capacità di tradurre ogni lingua esistente direttamente nella mente del suo equipaggio in modo da rendere possibili le comunicazioni con altri popoli. Viene tradotta anche la scrittura, ma nel doppio episodio L'abisso di Satana il Dottore e Rose s'imbattono in simboli incredibilmente troppo antichi per essere tradotti, risultando poi una scrittura più antica dell'universo conosciuto dai Signori del Tempo. Inoltre nell'episodio della sesta stagione Un uomo buono va in guerra i compagni del Dottore non riescono a leggere delle scritte nella lingua dei Signori del Tempo usata su Gallifrey, poiché pare che il TARDIS non la traduca.
Il TARDIS attorno a sé può generare una bolla d'aria che permette ai passeggeri di aprire la porta anche nello spazio aperto senza correre pericoli, inoltre in Ossigeno si vede che la bolla d'aria può aumentare il suo raggio d'azione occupando un'intera astronave.
Normalmente si può accedere al TARDIS solo aprendo la porta della cabina blu con una chiave in possesso del Dottore; alcune copie di questa chiave sono a volte affidate a chi egli ritiene degno di fiducia. È impossibile aprire la porta del TARDIS con qualsiasi altro mezzo: nonostante all'apparenza sembri fatta solo di semplice legno, in realtà è indistruttibile. Nella puntata della quarta stagione Le ombre assassine viene rivelato che il Dottore è in grado di aprire le porte del TARDIS con uno schiocco di dita.
Un altro modo per introdurre qualcuno o qualcosa all'interno del TARDIS è che questo venga a trovarsi nell'area occupata dalla cabina blu al momento dell'"atterraggio"; la cabina vi si materializza intorno e l'individuo o l'oggetto si ritrova nella sala comandi.
Nell'episodio finale della quarta stagione, La fine del viaggio, viene rivelato dal Dottore il fatto che il TARDIS è stato inizialmente concepito per essere pilotato da un equipaggio di 6 persone, quindi lui è solitamente costretto a correre da un lato all'altro della console; solo in questo episodio viene pilotato da un equipaggio appropriato.
Nella produzione successiva il personaggio di River Song si rivela l'unica altra persona in grado di pilotare completamente il TARDIS, anche meglio dello stesso Undicesimo Dottore, dato che riesce sia a evitare scossoni e turbolenze sia a eliminare il "rumore" tipico del TARDIS. La stessa River afferma che il caratteristico suono del TARDIS in movimento sarebbe in realtà causato dal "freno a mano" dell'astronave che il Dottore lascerebbe "inserito".
Una volta il Dottore parlando della capienza interna del TARDIS ha affermato che esso è infinito. Nell'episodio della settima stagione Il nome del Dottore si scopre che il TARDIS diventerà la tomba del Dottore nei campi di Trenzalore, dove il Dottore è destinato a morire e a essere seppellito; sempre nei campi di Trenzalore si notano sparse ovunque le parti interne del TARDIS, infatti il Dottore rivela che quando un TARDIS muore tutto quello che c'è di più grande al suo interno fuoriesce all'esterno. Nello stesso episodio, uno degli eco di Clara Oswald, convincerà il primo dottore a prendere quella cabina rispetto alle altre in riparazione, perché ha il navigatore che non funziona ma si divertirà.
Negli episodi Il giorno del Dottore e La ragazza che ha aspettato viene messo in evidenza come il TARDIS non sopporti i paradossi temporali. In queste occasioni, quando a bordo sono presenti diverse incarnazioni dalla stessa persona dovute a deviazioni della linea temporale, il TARDIS viene meno al suo funzionamento. Nello speciale Il ritorno del dottor Mysterio e nel corso della decima stagione, si scopre che anche Nardole è capace di guidare il TARDIS. Nell'episodio La caduta del Dottore si scopre che anche il Maestro, fuggito da Gallifrey, possiede ancora un suo TARDIS, bloccato su una nave coloniale mondasiana a causa della rottura del circuito di smaterializzazione, poi successivamente riparato.

### L'interno del TARDIS
La sala comandi è l'ambiente principale del TARDIS e la stanza dentro la quale ci si trova una volta oltrepassata la porta della cabina blu. Nonostante i diversi mutamenti nei dettagli, la sua struttura è sempre stata caratterizzata dalla console dei comandi, posta al centro.

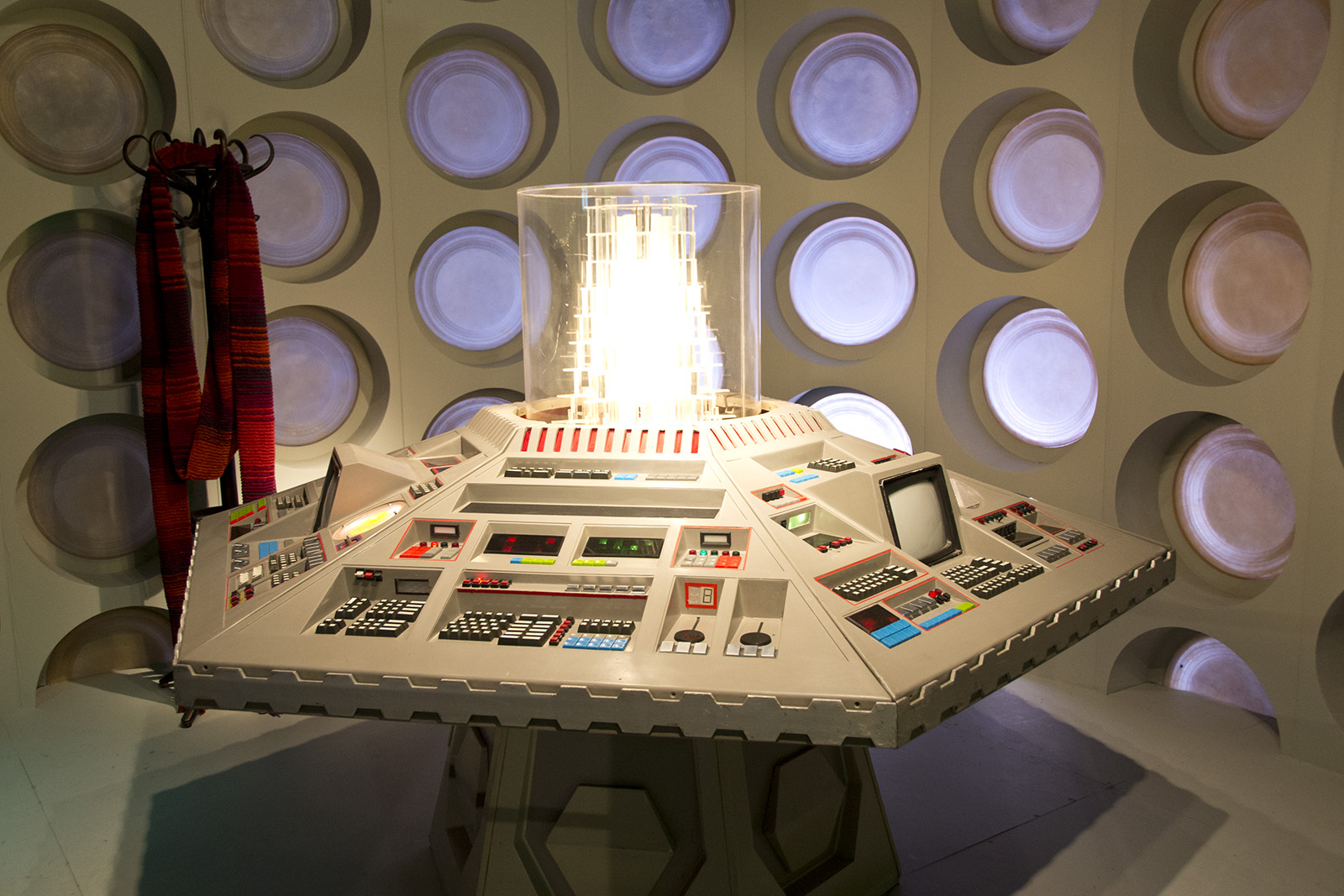
Stanza della console durante la serie classica.

#### Serie classica

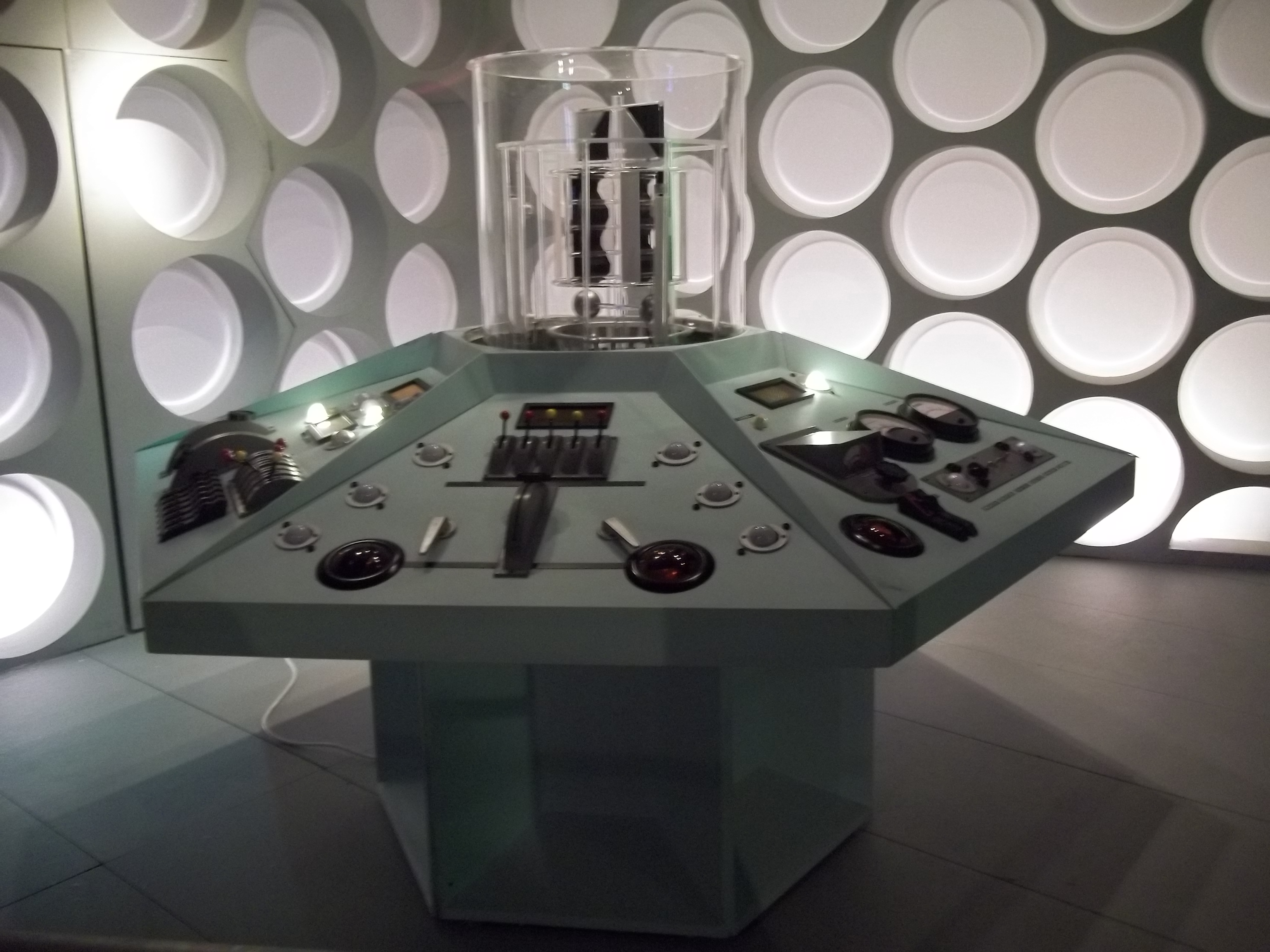
Interno originale del TARDIS, usato nel 1963.

Nella serie classica, la console è sempre stata di colore metallico e sormontata al centro da un cilindro trasparente che si attiva con lo spostamento del TARDIS, muovendosi e/o illuminandosi, accompagnato dal tipico suono. Intorno alla console erano presenti mura bianche a tema rotondeggiante; la sala della console era separata dal resto della nave tramite porte, vetri o tende.
Nel film del 1996, il design interno del TARDIS perde le tonalità metalliche e acquisisce uno stile color legno e dettagli d'ottone. La sala comandi appare come un ampio ambiente ottocentesco in legno con tappeti, mobili e candelabri e con un'impalcatura metallica nel centro a incorniciare la console.

#### Nuova serie
Nella nuova serie, i cambiamenti interni della nave acquistano le caratteristiche di vere e proprie ristrutturazioni, che trasformano l'architettura e lo stile interno al pari delle rigenerazioni del Dottore, ma non sempre in corrispondenza con queste.

##### Stagioni 1-4

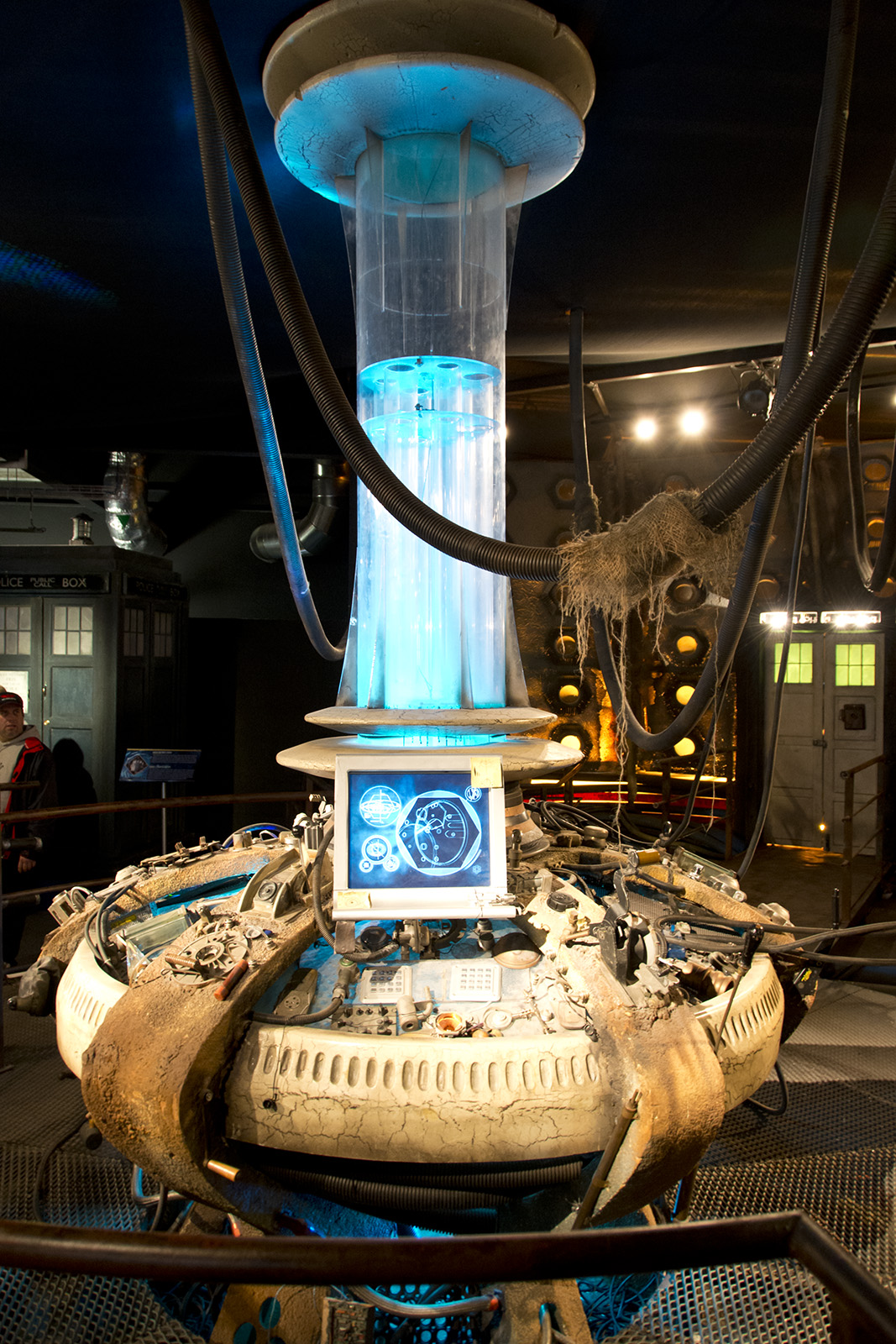
Interno del TARDIS del Nono e del Decimo Dottore

Il TARDIS con cui viaggia il Nono Dottore sin dal primo episodio, "Rose", si presenta come un'ampia cupola con colonne a forma di corallo e cavi pendenti disordinatamente dall'alto, mentre il cilindro della console sale fino al soffitto. Il pavimento è costituito da una serie di grate che possono essere aperte per individuare e riparare eventuali guasti. Sotto ad una delle grate il Dottore conserva tutta una serie di cimeli delle sue avventure.
Una porta conduce ad un camerino dove il Dottore tiene una serie di vestiti adatti ad ogni epoca, a seconda della necessità. Per esempio, nella puntata "I morti inquieti", Rose ne esce indossando un abito ottocentesco. Nell'episodio "L'invasione di Natale", il Decimo Dottore, ripresosi da poco dalla recente rigenerazione, vi entra per scegliersi i capi del suo nuovo abito.
Nel breve episodio di beneficenza "Time Crash", inedito in Italia, il Quinto Dottore fa irruzione nel TARDIS del Decimo. In quest'occasione lo stile interno della sala comandi viene chiamato "coral theme" ("tema corallo").
Durante la prima stagione appaiono delle imbottiture improvvisate sulle ringhiere metalliche intorno alla console, tenute da del nastro adesivo.

##### Stagioni 5-7

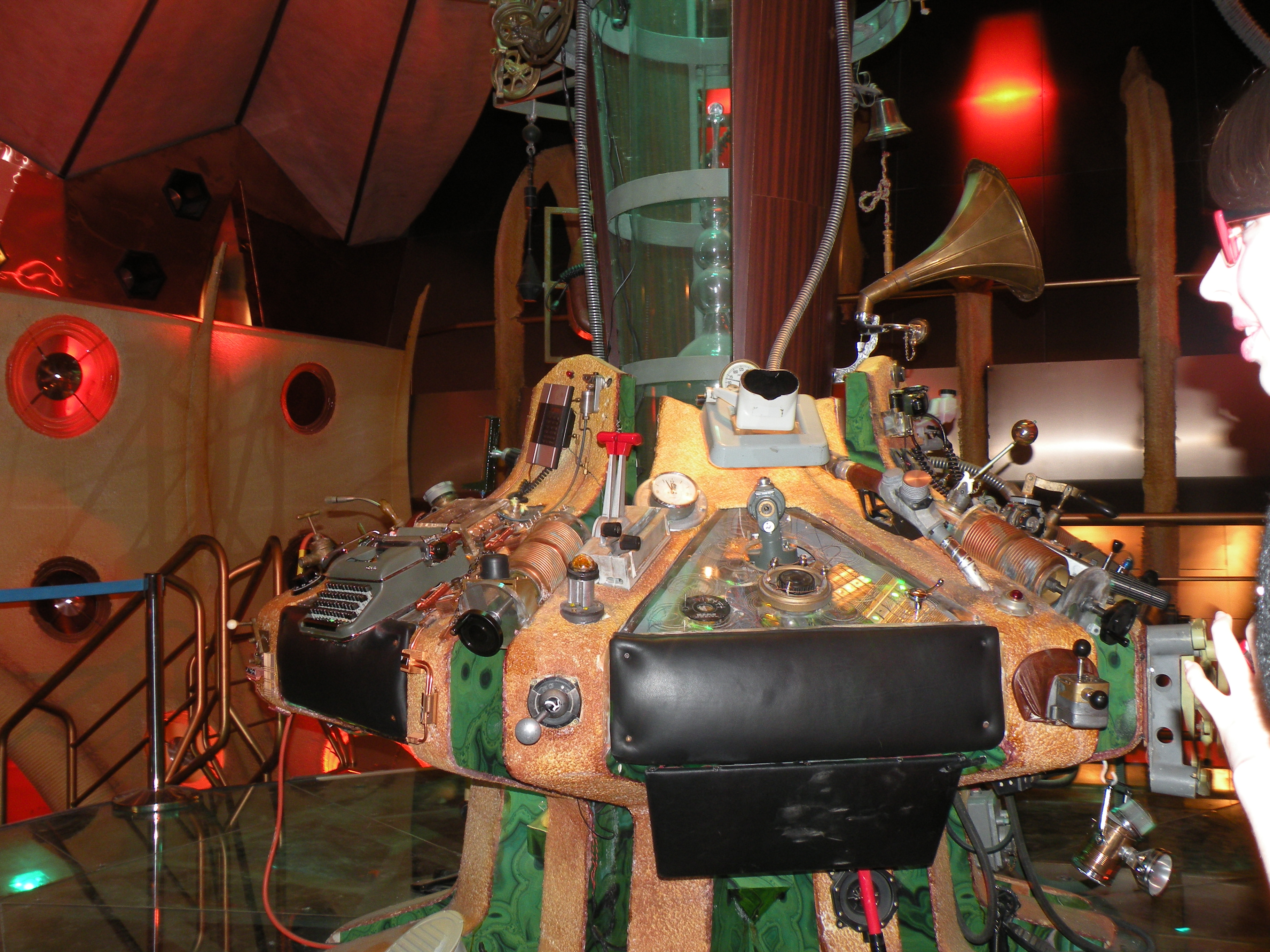
Interno del TARDIS dell'Undicesimo Dottore (usato fino al 2012)

Con l'inizio della quinta stagione, nell'episodio "L'undicesima ora", appena avvenuta la decima rigenerazione del Dottore nel finale di "La fine del tempo", il TARDIS comincia autonomamente una procedura di riparazione che si conclude con una totale ristrutturazione interna.
Scompaiono le colonne simili a corallo, e appaiono scale metalliche che portano ad altre aree della nave e al nuovo ambiente sotto alla console, “piano inferiore” ora visitabile dai personaggi dove il Dottore esegue generalmente le riparazioni alla nave.
La console assume un aspetto composito, miscellanea degli oggetti più svariati tra cui stantuffi, una leva "apriporta", un freno a mano che blocca lo spostamento del TARDIS, una tastiera da computer, una macchina da scrivere.

##### Stagione 7

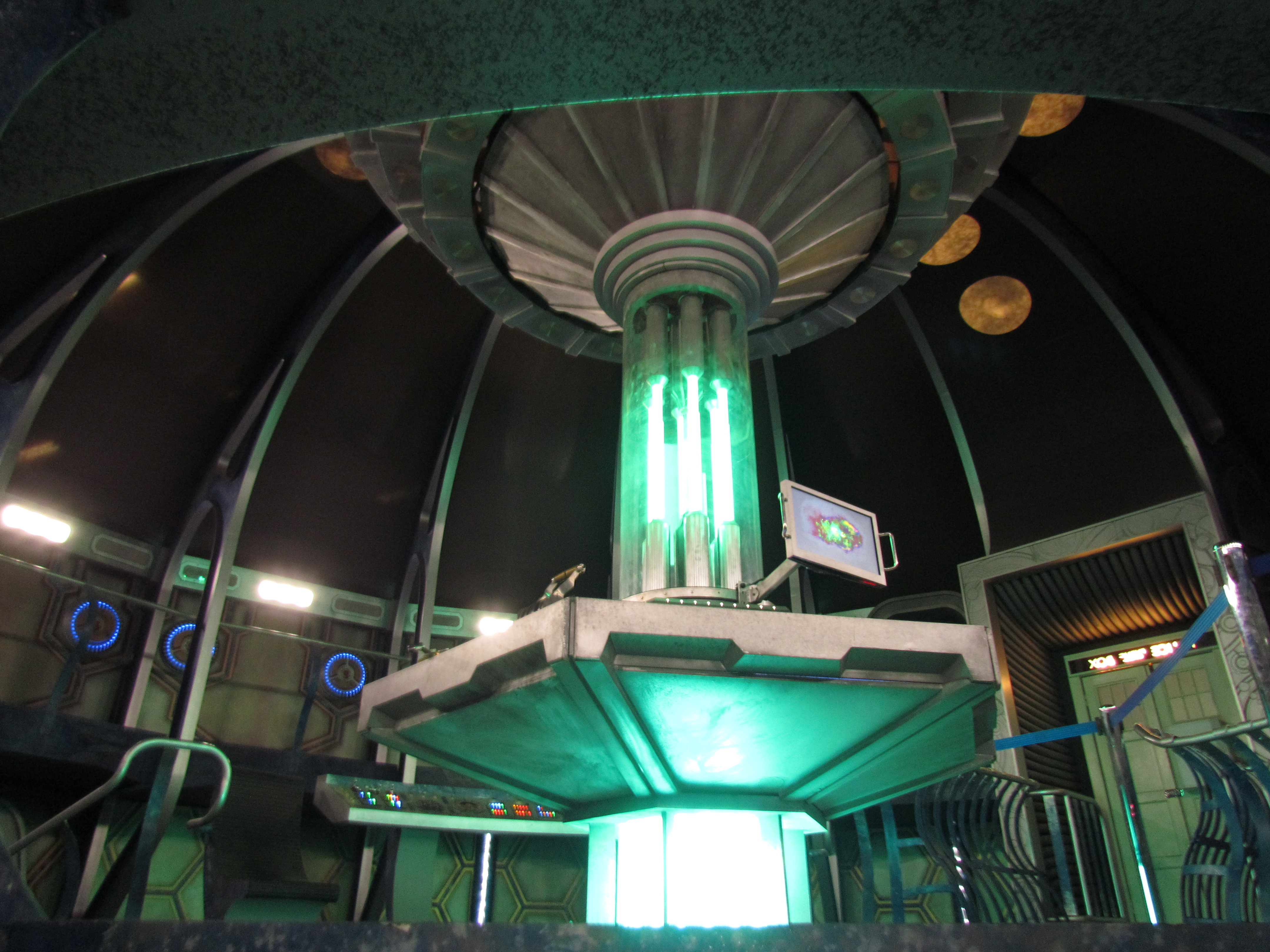
Interno del TARDIS dell'Undicesimo Dottore (2013)

Nell'episodio di Natale a metà della settima stagione, "I pupazzi di neve", il TARDIS appare con un nuovo ambiente interno: una stanza circolare dai toni metallici.
La colonna della console l'attraversa da terra fino al soffitto, dove è circondata da simboli gallifreyani. La console recupera un design semplice, simile a quelle della serie classica, ma appaiono nuovi comandi: infatti, oltre a quelli intorno alla colonna centrale, è presente una console aggiuntiva, dislocata sulla ringhiera della passerella.

##### Stagioni 8-10

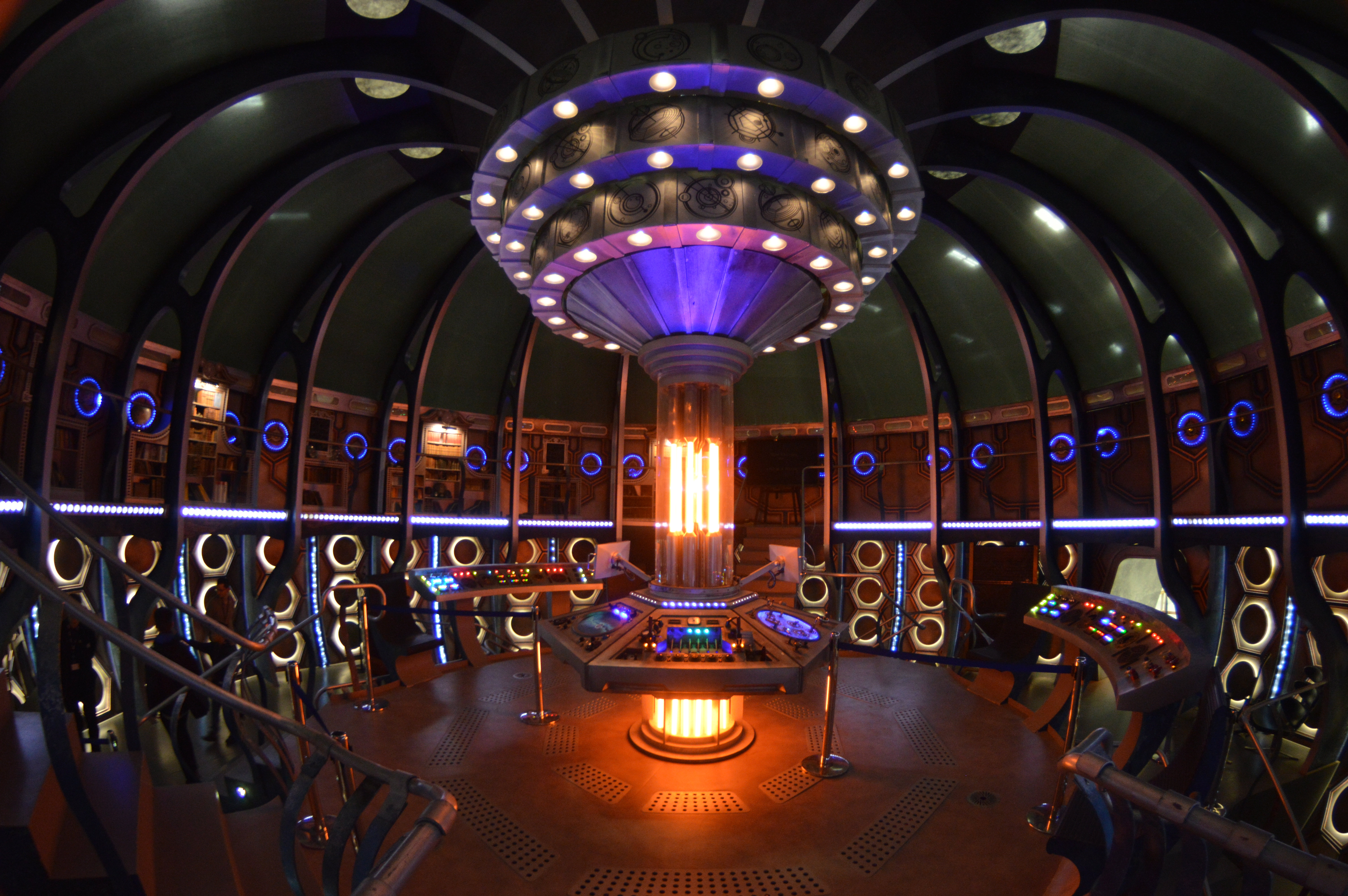
Interno del TARDIS del Dodicesimo Dottore

Il Dodicesimo Dottore attua una piccola ristrutturazione al TARDIS a partire dal primo episodio dell'ottava stagione, Un respiro profondo. Lasciando invariato il design della console, il Dottore cambia il colore del rotore del tempo da un verde acqua ad arancione e aggiunge tre librerie e una poltrona sui corridoi superiori e delle lavagne con scritte varie formule in quelli inferiori. Inoltre, dalla nona stagione, nelle pareti sotto il corridoio superiore compaiono dei motivi rotondi luminosi simili a quelli visti nella serie classica.

##### Dalla stagione 11
Nel secondo episodio dell'undicesima stagione, il TARDIS appare con un nuovo ambiente interno. La console acquista un design organico, con il rotore temporale formato da un grande cristallo illuminato di giallo. Nella console non sono presenti tastiere, ma solamente tasti e leve. Il tutto è circondato da quattro cristalli che emanano luce gialla, con intorno figure esagonali e simboli gallifreyani. I colori predominanti di questo ambiente interno sono il giallo e il marrone.

## Il TARDIS del Maestro
Così come il Dottore, anche il suo antagonista, il Maestro, viaggia nel tempo e nello spazio utilizzando un TARDIS. Nel corso delle due serie televisive, il Maestro ha posseduto TARDIS, che, al contrario di quello del Dottore, hanno presentato le più disparate fogge.

### Serie classica
Nella serie classica, il Maestro possiede un TARDIS i cui circuiti camaleontici funzionano perfettamente, apparendo così con varie forme, compreso un box per cavalli, un'astronave, un abete, un computer, un orologio da parete, una Vergine di Norimberga, un caminetto, un jet della British Airways, un cottage e una colonna triangolare. Delle versioni del TARDIS del Maestro che appaiono nell'avventura "The Keeper of Traken", della diciottesima stagione della serie classica, una appare come una versione calcificata, in grado di muoversi e parlare, di Melkur, mentre le altre appaiono come un orologio da parete. La versione Melkur del TARDIS viene distrutta. A un certo punto dell'avventura "Logopolis", sempre della diciottesima stagione, il TARDIS del Maestro appare anch'esso come una cabina della polizia britannica, similmente al TARDIS del Dottore.

### Nuova serie
Quando il Maestro riappare in versione femminile come Missy nell'episodio "Morte in Paradiso" dell'ottava stagione della nuova serie, il Dottore riflette sul fatto che Missy deve aver acquisito un TARDIS per portare a termine il proprio piano. In "La caduta del Dottore" della decima stagione, il Maestro acquisisce un TARDIS prima di lasciare Gallifrey, ma distrugge i circuiti di dematerializzazione mentre tenta di sfuggire da un buco nero troppo rapidamente. La futura incarnazione del Maestro, Missy, gli fornisce una scorta e il Maestro è in grado di riparare il suo TARDIS e partire. Nell'episodio "Spyfall - Parte prima", della dodicesima stagione, il Maestro possiede un TARDIS con circuito camaleonte funzionante; il Tredicesimo Dottore si appropria del TARDIS del Maestro così da poter tornare al presente dopo essere stata intrappolata nel passato senza il proprio TARDIS.

## Merchandising
- Un TARDIS giocattolo è stato prodotto nella linea di action figure dedicata al Quarto Dottore della serie classica di Doctor Who commercializzata alla fine degli anni settanta dalla Mego.[7]
- Il TARDIS è apparso anche in edizione limitata come oggetto acquistabile nel social game Garden of Time. Compare con la semplice denominazione Cabina della polizia, ma il riferimento al TARDIS è comprensibile dalla didascalia È più grande all'interno[8].

## Citazioni e omaggi
- Il TARDIS è presente come easter egg in Google Maps, di fronte alla Earl’s Court Station di Londra: cliccando sulle doppie frecce che puntano alla cabina blu, ci si ritrova all'interno della sala comandi dell'Undicesimo Dottore, così come appare a partire dalla puntata di natale 2012 I pupazzi di neve.[9]
- Per le celebrazioni del 50º anniversario della serie un TARDIS è stato posizionato sull'angolo di sud-est delle mura di cinta del Castello di Cardiff, come se vi fosse stato "parcheggiato" dal Dottore.[10]
- Il TARDIS può essere trovato sotto forma di Easter egg nel primo Fallout.
- Il TARDIS è stato menzionato nella 19ª puntata di Agents of S.H.I.E.L.D.
- Un facsimile del TARDIS compare nella 19ª puntata dell'ottava stagione di The Big Bang Theory. Per decidere la sorte del TARDIS Penny e Rajesh si sfideranno in una partita a ping pong.
- Il TARDIS è stato menzionato nella prima puntata della prima stagione della black comedy britannica Inside No. 9.
- Il TARDIS è stato menzionato nell'ottavo episodio della serie televisiva NCIS.
- Nel quarto episodio dell'ottava stagione di Grey's Anatomy il TARDIS viene menzionato da un paziente rimasto ferito nel corso di una convention dedicata a Doctor Who